# Lucas Miedler
Lucas Miedler (nacido el 21 de junio de 1996) es un tenista profesional de Austria, nacido en la ciudad de Tulln.

## Carrera
Su mejor ranking individual es el Nº 201 alcanzado el 15 de octubre de 2018, mientras que en dobles logró la posición 38 el 24 de abril de 2023.

## Títulos ATP (8; 0+8)

### Dobles (8)
| Leyenda                         |
| Grand Slam (0)                  |
| ATP Wourld Tour Finals (0)      |
| ATP Masters 1000 World Tour (0) |
| ATP World Tour 500 series (3)   |
| ATP World Tour 250 series (5)   |

| No. | Fecha                 | Torneo    | Superficie    | Pareja           | Oponentes en la final                | Resultado              |
| --- | --------------------- | --------- | ------------- | ---------------- | ------------------------------------ | ---------------------- |
| 1.  | 31 de julio de 2021   | Kitzbühel | Tierra batida | Alexander Erler  | Roman Jebavý Matwé Middelkoop        | 7-5, 7-6(5)            |
| 2.  | 30 de octubre de 2022 | Viena     | Dura (i)      | Alexander Erler  | Santiago González Andrés Molteni     | 6-3, 7-6(1)            |
| 3.  | 4 de marzo de 2023    | Acapulco  | Dura          | Alexander Erler  | Nathaniel Lammons Jackson Withrow    | 7-6(9), 7-6(3)         |
| 4.  | 23 de abril de 2023   | Múnich    | Tierra batida | Alexander Erler  | Kevin Krawietz Tim Puetz             | 6-3, 6-4               |
| 5.  | 5 de agosto de 2023   | Kitzbühel | Tierra batida | Alexander Erler  | Gonzalo Escobar Aleksandr Nedovyesov | 6-4, 6-4               |
| 6.  | 20 de octubre de 2024 | Amberes   | Dura (i)      | Alexander Erler  | Robert Galloway Aleksandr Nedovyesov | 6-4, 1-6, [10-8]       |
| 7.  | 27 de octubre de 2024 | Viena     | Dura (i)      | Alexander Erler  | Neal Skupski Michael Venus           | 4-6, 6-3, [10-1]       |
| 8.  | 20 de julio de 2025   | Gstaad    | Tierra batida | Francisco Cabral | Hendrik Jebens Albano Olivetti       | 6-7(4), 7-6(4), [10-3] |

#### Finalista (3)
| N.º | Fecha                 | Torneos        | Superficie    | Pareja          | Oponentes en la final              | Resultado         |
| --- | --------------------- | -------------- | ------------- | --------------- | ---------------------------------- | ----------------- |
| 1.  | 8 de abril de 2023    | Marrakech      | Tierra batida | Alexander Erler | Marcelo Demoliner Andrea Vavassori | 4-6, 6-3, [10-12] |
| 2.  | 25 de febrero de 2024 | Río de Janeiro | Tierra batida | Alexander Erler | Nicolás Barrientos Rafael Matos    | 4-6, 3-6          |
| 3.  | 6 de abril de 2024    | Marrakech      | Tierra batida | Alexander Erler | Harri Heliövaara Henry Patten      | 6-3, 4-6, [4-10]  |

## Títulos ATP Challenger (5; 0+5)

### Dobles (5)
| N.° | Fecha                   | Torneo                 | Superficie    | Pareja          | Oponentes en la final                 | Resultado        |
| --- | ----------------------- | ---------------------- | ------------- | --------------- | ------------------------------------- | ---------------- |
| 1.  | 27 de abril de 2019     | Challenger de León     | Dura          | Sebastian Ofner | Matt Reid John-Patrick Smith          | 4-6, 6-4, [10-6] |
| 2.  | 2 de octubre de 2021    | Challenger de Sibiu    | Tierra batida | Alexander Erler | James Cerretani Luca Margaroli        | 6-3, 6-1         |
| 3.  | 20 de noviembre de 2021 | Challenger de Helsinki | Dura (i)      | Alexander Erler | Harri Heliövaara Jean-Julien Rojer    | 6-3, 7-6(2)      |
| 4.  | 11 de diciembre de 2021 | Challenger de Forlí 3  | Dura (i)      | Alexander Erler | Marco Bortolotti Sergio Martos Gornes | 6-4, 6-2         |
| 5.  | 30 de abril de 2022     | Challenger de Ostrava  | Tierra batida | Alexander Erler | Hunter Reese Sem Verbeek              | 7-6, 7-5         |